# Neoechinorhynchus bangoni
Neoechinorhynchus bangoni är en hakmaskart som beskrevs av R.C. Tripathi 1959. Neoechinorhynchus bangoni ingår i släktet Neoechinorhynchus och familjen Neoechinorhynchidae. Inga underarter finns listade i Catalogue of Life.